# Грб општине Косовска Митровица

### Мали грб
У плавом штиту полукружног облика налази се Свети Димитрије Солунски (светац по коме је К. Митровица добила име, крсна слава града тј. заштитник града), одевен у златни оклоп у комбинацији са браон материјалима, огрнут црвеним плаштом. Свети Димитрије Солунски у својој десној руци држи браон копље са златним врхом, а у левој руци држи мали црвени штит полукружног облика до пола видљив са златним крстом и огњилима, окренутим ка спољним странама штита („Ватром ћемо крст бранити“). Свети Димитрије Солунски стоји на зеленом тровршју (што представља три планине које окружују Косовску Митровицу: Копаоник, Голија и Мокра Гора) испод којег се налазе три плаве вијугаве реке (што представља три реке које протичу кроз Косовску Митровицу: Ибар, Ситница и Љушта), у стопи штита налазе се два укрштена црна чекића (симболи рударске традиције овог краја).

### Средњи грб
Изнад Малог грба налази се златна бедемска круна са три видљива мерлона (што означава да град има више од 50.000 становника) украшена са три плава сафира и два црвена рубина (што представља чињеницу да је К. Митровица била неко време престоница Краљевине Србије). На ленти је исписано Косовска Митровица ћириличним писмом.

### Велики грб
Чувари штита на Великом грбу су два сребрна орла (који симболишу припадност и оданост Р. Србији) у полету уздигнутих крила: златних кљунова, ногу, канџи и црвеног језика. Десни орао придржава златним ресама одрубљени стег Р. Србије (тробојка хоризонтално поређених поља истих висина црвене, плаве и беле боје), а десни придржава златним ресама одрубљени стег општине К. Митровица (црвене боје подељен златним крстом на четири поља са по једним огњилом у сваком пољу, окренути ка спољним странама). Оба стега су истакнута на браон копљима са златним врховима. Постамент је зелени брежуљак на којем се налазе седам црвених божурова (симбол проливене крви српских родољуба). На ленти је исписано Косовска Митровица ћириличним писмом.